# Stíněný kabel

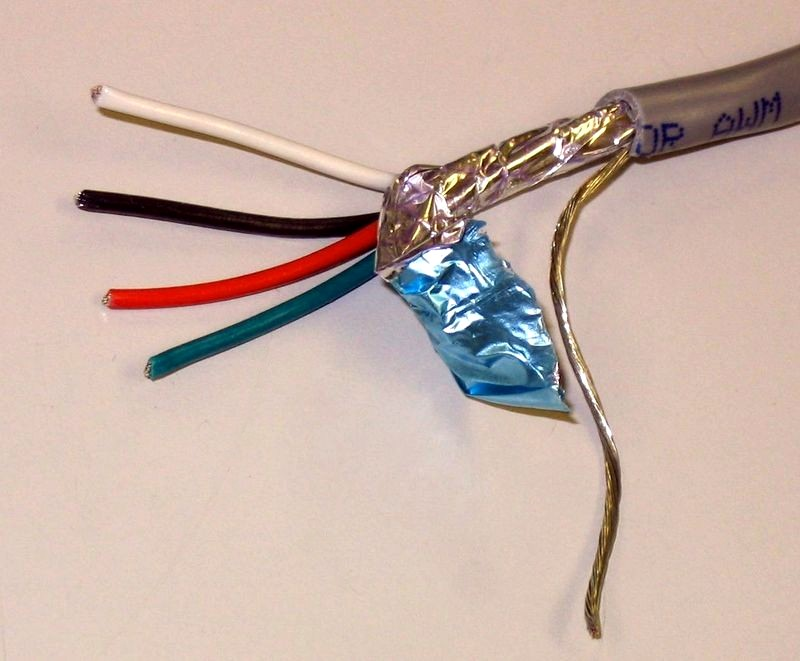
Čtyřžilový stíněný kabel se stíněním z kovové fólie a příložným vodičem

Stíněný kabel je elektrický kabel složený z jednoho nebo více izolovaných vodičů, který je obalený společnou vodivou vrstvou pro stínění, pro ochranu před rušením. Stínění může být vyrobeno ze spletených měděných (nebo jiného kovu) drátků nebo složeno z měděných pásků, případně pokovené fólie nebo z vrstvy vodivého polymeru. Obvykle bývá tato vrstva zakryta další izolační vrstvou.

## Způsoby vzniku šumu v signálových kabelech
Jsou 3 způsoby vzniku šumu:
- galvanické spojení
- kapacitní spojení
- magnetické spojení

## Princip fungování
Celkově se stíněný kabel chová jako Faradayova klec a omezuje tím elektrický šum, který způsobuje rušení a zlepšuje tak kvalitu přeneseného signálu. Stínění také redukuje elektromagnetické záření, které sám vodič vyzařuje a které může nepříznivě působit na ostatní elektrická zařízení v jeho blízkosti. Stínění rovněž minimalizuje šum od jiných elektrických zdrojů.

## Porovnání dvojlinky a koaxu
V některých signálových kabelech se stínění může chovat jako zpětný vodič pro signály vedoucí zpět ke zdroji. V kabelech s více jádry mají signálové vodiče i vodič na zpětnou smyčku - signálovou zem, stínění tedy nemusí vést signálový proud, čímž není zpětný signálový proud vystaven rušení: Zem stínění a signálů jsou galvanicky oddělené.
Navíc stínění může být uzemněno pouze na straně zdroje, nepropojené s druhou stranou, a tak nevede ideálně vůbec žádný elektrický proud, což opět pomáhá eliminovat případná rušení.

## Signálový kabel
Indukčně vznikajícímu šumu v okruhu vyvážené zátěže se zabrání obtočením dvou elektrických vodičů do krouceného páru. Vrstva kovového stínění přes kroucenou dvojlinku poskytuje lepší potlačení šumu. Koaxiální kabel je používán pro vyšší frekvence zajišťující regulování impedance, vnější trubicový svod je také efektně využíván ke snížení elektrického šumu v obvodu.

## Použití
Použití stíněných kabelů v bezpečnostních systémech chrání před silovými a radiovými frekvencemi a pomáhá tak snižovat počet falešných poplachů.
Mikrofon nebo „signálový“ kabel se používá v konfiguraci PA (veřejných adres). V nahrávacích studiích se stíněná kroucená dvojlinka zakončuje XLR konektory. Kroucená dvojlinka pak nese signál ve vyvážené zvukové konfiguraci.
Kabel vedoucí od jeviště k mixážnímu pultu bývá obvykle vícežilový a nese několik párů vodičů.

## Silový kabel
Středně a vysoko-napěťové silové kabely pracující v obvodech s napětím převyšující 2000 voltů mají stíněnou vrstvu z měděné nebo hliníkové pásky anebo z vodivého polymeru.
Pevná izolace u kabelů vysokého napětí zajišťuje ochranu samotného kabelu a také lidí a zařízení.

### Zemnění stínění
V případě kontaktu nestíněné izolace se zemí (nebo s uzemněným předmětem) dojde ke korónovému výboji a následnému zničení izolace. To pak v případě kontaktu s člověkem představuje riziko zasažení elektrickým proudem.
I proto se stínění silových kabelů uzemňují. Ve vysokoproudových obvodech musí být stínění uzemněno pouze na jednom konci, v celé své délce právě v jediném bodě.

### Konstrukce
Moderní silové kabely se vyrábějí v různých provedeních přizpůsobených jejich použití. Kabely se skládají ze tří hlavních částí:
- vodiče
- izolace
- stínění

Konstrukční detaily v různých kabelech jsou odlišné podle jejich použití. Složení kabelu je určováno podle následujících 3 kritérií:
- pracovní napětí určuje tloušťku a složení izolace
- hodnota procházejícího proudu určuje velikost průřezu vodiče
- okolní prostředí (teplota, chemické složení, klimatické podmínky) určují způsob a skladbu izolace okolo vodiče, například tlakovaná olejová náplň.